# Jankovce
Jankovce és un poble i municipi d'Eslovàquia. Es troba a la regió de Prešov, al nord del país. La primera referència escrita de la vila data del 1317.

## Demografia
| Godina             | 1994 | 2004   | 2014   | 2024   |
| ------------------ | ---- | ------ | ------ | ------ |
| Nombre de persones | 279  | 268    | 272    | 269    |
| Diferència         |      | −3,94% | +1,49% | −1,10% |

| Godina             | 2023 | 2024   |
| ------------------ | ---- | ------ |
| Nombre de persones | 270  | 269    |
| Diferència         |      | −0,37% |